# ألفرد أ. جيما
ألفرد أ. جيما هو سياسي أمريكي، ولد في 27 يناير 1939. نشط حزبياً في الحزب الديمقراطي. وقد انتخب عضو مجلس نواب رود آيلاند ‏.